# Рамирес, Мигель Анхель (футбольный тренер)
Миге́ль А́нхель Рами́рес (исп. Miguel Ángel Ramírez; род. 23 октября 1984, Лас-Пальмас) — испанский футбольный тренер.

## Биография
Мигель Анхель Рамирес родился в Лас-Пальмас-де-Гран-Канария и в 20-летнем возрасте стал тренировать юношей в клубе «Лас-Пальмас» из родного города. Через восемь лет он отправился в Виторию, где прошёл курс обучения для получения тренерской лицензии. Параллельно тренировал юношей клуба «Алавес». В сентябре 2012 года получил приглашение из Катара, куда Рамирес в итоге уехал тренировать юношей в академии «Эспайр». За шесть лет в Катаре испанец также поработал в качестве помощника главного тренера национальной сборной для игроков не старше 19 лет.
В середине 2018 года Рамирес возглавил молодёжную академию эквадорского клуба «Индепендьенте дель Валье». В апреле 2019 года руководство клуба уволило с должности главного тренера другого испанца, Исмаэля Рескальве и назначило Рамиреса исполнять обязанности главного тренера. Уже 7 мая клуб из Сангольки объявил о назначении Мигеля Рамиреса на пост главного тренера на постоянной основе. Перед ним поставили единственную задачу — впервые в истории выиграть чемпионат Эквадора.
В сентябре того же 2019 года команда Мигеля Рамиреса впервые в своей истории вышла в финал Южноамериканского кубка.
2 марта 2021 года назначен главным тренером бразильского клуба «Интернасьонал». Контракт подписан до декабря 2022 года. 11 июня 2021 года, через 5 дней после матча 2-го тура Серии A 2021 «Форталеза» — «Интернасьонал» (5:1), был отправлен в отставку.
7 июля 2021 года Рамирес был представлен в качестве первого главного тренера в истории будущего клуба MLS «Шарлотт», вступающего в главную лигу США в сезоне 2022. 31 мая 2022 года «Шарлотт» уволил Рамиреса после 14 матчей сезона, пять из которых было выиграно, восемь — проиграно.

## Титулы и достижения
- Обладатель Южноамериканского кубка (1): 2019